# Шукайте маму
«Шукайте маму» — кінофільм режисера В'ячеслава Лаврова, що вийшов на екрани в 2012 році.

## Зміст
У день весілля Ігор отримує незвичайний подарунок - згорток з немовлям. До малюка додається записка, в якій зазначено, що Ігор - батько малюка, і повинен подбати про нього. Весілля зірване, Ігор залишається без дружини, але вже з дитиною. Він намагається знайти маму малюка, і заради цього розшукує чотирьох жінок, з якими у нього були короткострокові романи, але жодна з них не зізнається у материнстві. Так чий же син маленький Андрійко?

## Ролі
| Актор              | Роль |
| ------------------ | ---- |
| Вероніка Агапова   | -    |
| Олександр Ратніков | -    |
| Ольга Прокоф'єва   | -    |
| Іван Рудаков       | -    |
| Сергій Тезов       | -    |
| Марія Болонкина    | -    |
| Михайло Клюшкин    | -    |
| Олександра Боговая | -    |
| Ола Кейру          | -    |
| Дмитро Романов     | -    |

## Знімальна група
- Режисер — В'ячеслав Лавров
- Сценарист — Алена Алова
- Продюсер — Влад Ряшин, Дар'я Лаврова, Наталя Білан